# Merchingen (Merzig)
Merchingen ist einer von 17 Stadtteilen der Kreisstadt Merzig im Landkreis Merzig-Wadern (Saarland). Bis Ende 1973 war Merchingen eine eigenständige Gemeinde.

## Geographie
Die Gesamtgröße der Gemarkung beträgt 943 ha, davon sind 238 ha Wald. Landwirtschaftlich werden 634 ha genutzt. Das Naturschutzgebiet Geißenfels umfasst 17 ha, die Wasserfläche des Dorfes insgesamt 9,7 ha. Es liegen an wertvoller Biotopfläche 148 ha vor. Die höchste Erhebung weist eine Höhe von 417 m ü. NHN auf. Im Jahre 2004 wurden gegen das Votum der kommunalen Gremien 340 ha Fläche als Vorranggebiete für Windenergieanlagen definiert.

## Geschichte
Die älteste Erwähnung Merchingens ist nicht gesichert, da die Fälschung von 816 über eine Jahresfruchtrente in Morichinga auch von Mörchingen (Morhange) beansprucht wird. Merchingen gehörte bis 1766 zum Herzogtum Lothringen und danach bis 1814 zu Frankreich. Die ausgesteinte deutsch-französische Grenze von 1778/1779 umfasst annähernd 2/3 der Gemarkungsgrenze.
Als mittelalterliche Rechtsbasis haben sich die Weistümer von 1417, 1494, 1528, 1587 und 1701 erhalten. Die Hochgerichtsbarkeit in Merchingen teilten sich die Herren von Meinsberg, Felsberg, Freistroff, die Herren der Burg Esch und zeitweise das Kloster Mettlach.
Das Entsetzen der Merchinger Hexenprozesse von 1593 an Lawers Barbell, ihrer Schwester Wendels Sunna und deren Sohn Lorenz rühren bis heute die Zeitgenossen.
Große Bedeutung hat bis heute in Merchingen die Landwirtschaft. So wurde bereits 1720 nach dem Dreißigjährigen Krieg, der zeitweise alle Bewohner vertrieb, im Auftrag der lothringischen Obrigkeit ein Bannbuch erstellt. Größter landwirtschaftlicher Reformer war Bauernpastor Johann Mathias Deutsch, der in Merchingen die Landwirtschaftsschule gründete. 
1929 erfolgte der Neubau der Pfarrkirche St. Agatha unter dem Architekten Clemens Holzmeister.
Im Rahmen der saarländischen Gebiets- und Verwaltungsreform wurde die bis dahin eigenständige Gemeinde Merchingen am 1. Januar 1974 der Stadt Merzig zugeordnet.

### Namensentwicklung
| 0816 | Morichinga           |
| 1266 | Morchingen           |
| 1267 | Mörchingen           |
| 1277 | Morchinge, Morekinge |
| 1363 | Murchingin           |
| 1387 | Morchingen           |
| 1593 | Merchingen           |

## Politik
- Ortsvorsteher seit 13. März 2003: Helmut Hoff (CDU)

### Ortsbeiratswahl
Die Wahlbeteiligung bei der Ortsbeiratswahl 2021 lag bei 56,4 %.
| Ortsratswahl Merchingen 2019Wahlbeteiligung: 76,0 % 50403020100 49,4 %38,6 %11,9 %n. k. % CDUPiratenFWSPDGewinne und Verlusteim Vergleich zu 2014 %p 20 15 10 5 0 −5−10−15−20−25−30−35+0,4 %p+19,1 %p+11,9 %p−31,5 %pCDUPiratenFWSPD | Sitzverteilung im Ortsrat Merchingen seit 2019Insgesamt 9 Sitze - Piraten: 3 - FW: 1 - CDU: 5 |

## Persönlichkeiten
- Johann Matthias Deutsch, (* 6. Juni 1797 Euren; † 10. Juli 1858 Merchingen), Pfarrer und landwirtschaftlicher Reformer

## Vereine
Das Vereinsleben von Merchingen ist vielfältig: Neben der Freiwilligen Feuerwehr sind vor allem Vereine auf musikalischer und sportlicher Ebene aktiv.